# Термодинамічна діаграма

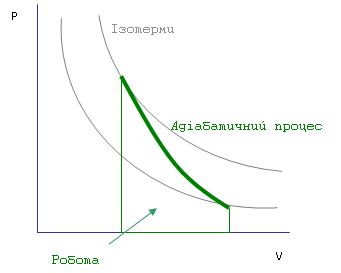
Графік адіабати (жирна лінія) на p-V-діаграмі газу

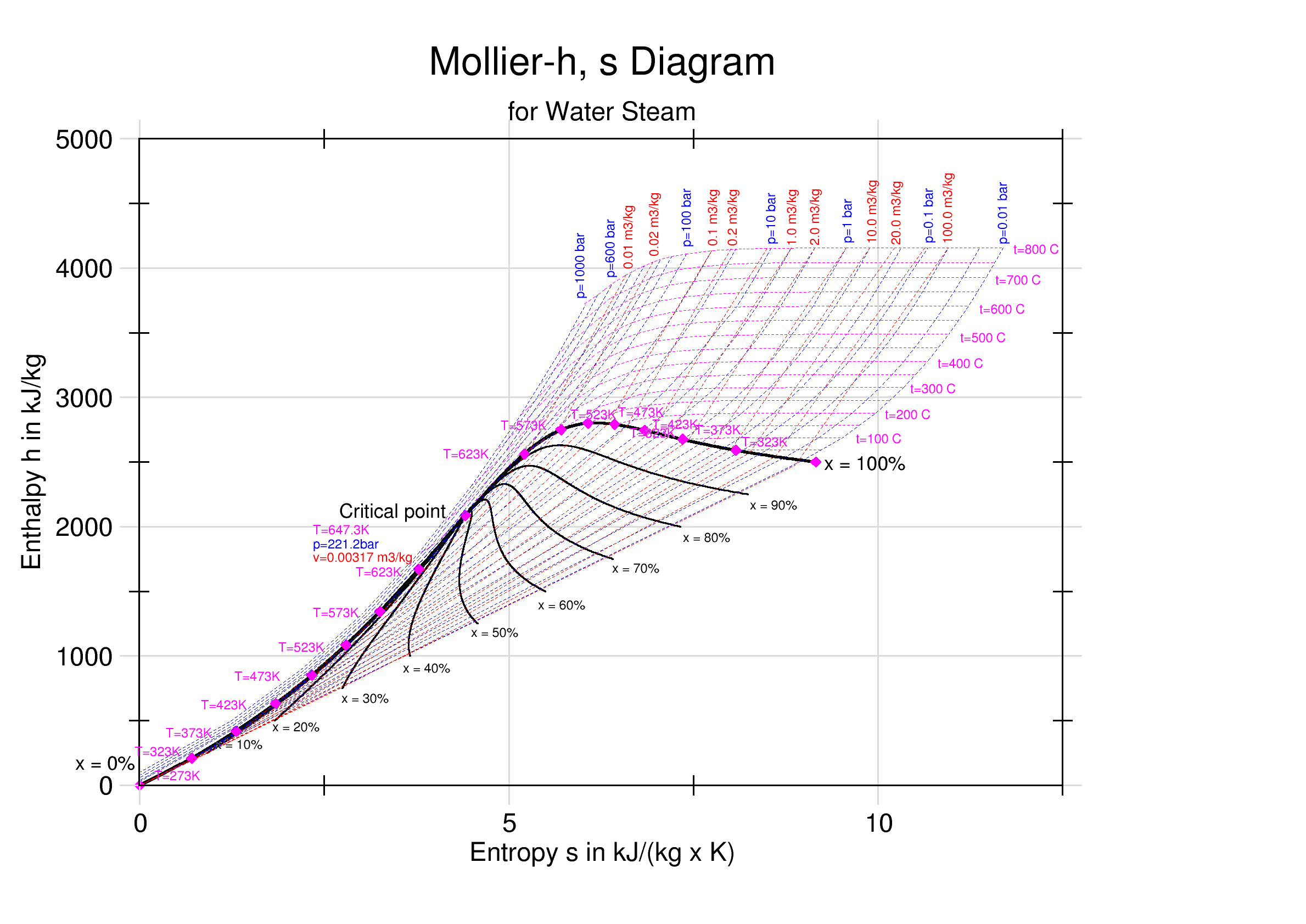
h-s-діаграма (діаграма Мольє) для води і водяної пари

Термодинамі́чна діагра́ма (ста́ну) (англ. thermodynamic diagram) — графік (діаграма), на якому (якій) на осях системи декартових координат відкладають значення термодинамічних параметрів (тиску p, об'єму V і температури T) або однозначно пов'язаних з ними функцій стану термодинамічної системи; кожна точка на діаграмі відповідає певному рівноважному стану системи, а лінія відповідає термодинамічному процесу.

## Загальна інформація
Співвідношення між термодинамічними параметрами системи називається термічним рівнянням стану даної маси і в координатах p, V, T є поверхнею, що носить назву «термодинамічна поверхня». Термодинамічна поверхня — це геометричне місце точок рівноважного стану системи.
Термодинамічна поверхня наочно показує зміну стану системи при зміні її параметрів, й тому є зручним інструментом аналізу термодинамічних процесів аж до термодинамічних циклів включно. Замість тривимірної діаграми зазвичай використовують одну з трьох двовимірних діаграм-розгорток. Лінія, яка зображує процес на площині, є проєкцією тривимірної кривої, тому один і той же процес на різних діаграмах може мати різний вигляд.

## Види термодинамічних діаграм
Найбільше застосування знайшли такі види термодинамічних діаграм:
- p-V-діаграма[d]  (індикаторна діаграма) — термодинамічна діаграма стану, що описує залежність між тиском p і об'ємом V у ході термодинамічного процесу (циклу);
- T-s-діаграма (ентропійна діаграма) — діаграма стану термодинамічної системи, що використовується в термодинаміці для візуалізації зміни температури T і питомої ентропії s робочого тіла у ході термодинамічного процесу.
- ентальпійно-ентропійна діаграма (h-s-діаграма або діаграма Мольє) — діаграма теплофізичних властивостей рідини та газу (переважно води й водяної пари), що показує характер зміни питомої ентальпії при зміні питомої ентропії в умовах термодинамічного процесу.
- аерологічні діаграми — термодинамічні графіки, призначені для аналізу даних вертикального зондування атмосфери, визначення стратифікації її шарів, а також для розрахунку метеорологічних величин та характеристик[4].